# Dilema del viajero
En la teoría de juegos, el dilema del viajero es una situación en el que dos jugadores intentan maximizar su propio pago, sin ninguna preocupación por la rentabilidad del otro jugador.
El juego fue formulado en 1994 por Kaushik Basu y es como sigue:
Una compañía aérea pierde dos maletas pertenecientes a dos viajeros diferentes. Ambas maletas resultan ser idénticas y contienen artículos idénticos. Un gerente de la línea aérea encargada de resolver las reclamaciones de los viajeros explica que la compañía aérea es responsable por un máximo de $ 100 por maleta (él es incapaz de averiguar directamente el precio de los artículos), y con el fin de determinar un valor honesto de tasación de la mercancía,  el gerente de reclamaciones separa a los viajeros para que no puedan acordar nada, y les pide que escriban el valor de su maleta mayor a 2 dólares y menor de $ 100. También les dice que si ambos escriben el mismo número, él va a tratar ese número como el valor monetario real de las maletas y reembolsará a los viajeros dicha cantidad. Sin embargo, si uno escribe un número más pequeño que el otro, este número más pequeño se tomará como el valor verdadero, y cada uno de los viajeros recibirá esa cantidad junto con un bonus/cuota de $2, el viajero que escribió el valor más bajo recibirá $2 y la persona que escribió la cantidad más alta una deducción de $ 2. El reto es: ¿qué estrategia debe seguir cada uno de los viajeros para decidir el valor que debe escribir?

## Análisis
Uno podría esperar que la elección óptima de un viajero sea escribir $ 100, es decir, el viajero valora la maleta al precio máximo permitido por gerente de la aerolínea. Sorprendentemente, y, para muchos, contra-intuitivamente, la elección óptima del viajero (en términos de un equilibrio de Nash) es, de hecho, $ 2, es decir, el viajero valora la maleta con el precio mínimo permitido del gerente de la aerolínea.
Para comprender este resultado paradójico, tenga en cuenta el siguiente razonamiento.
- El viajero 1, después de haber perdido sus antigüedades, se le pide su valor. El primer pensamiento de este viajero es citar $100, el valor máximo permitido.
- Pensándolo bien, sin embargo, se da cuenta de que su compañero de que el viajero 2, también podría escribir $ 100. Y así,  cambia de opinión el viajeo 1 y decide cotizar $ 99, la cual, si el viajero 2 escribe $ 100, le tendrán que pagar $ 101.

Pero el viajero 2, estando en una posición idéntica a viajero 1, también podría pensar escribir $ 99. Y así, de nueva cuenta el viajero 1 cambia de opinión y decide cotizar $ 98, cantidad con la cual, si el viajero 2 cita $ 99, recibirá $ 100. Esto es mayor que los $ 99 ambos recibirían si tanto el viajero 1 como el 2 hubieran escrito $ 99.
- Este ciclo de pensamiento continúa, hasta que Alice decide finalmente por citar sólo 2 dólares, el precio mínimo permisible.

La matriz de pagos se muestra a continuación (si sólo entradas enteras se tienen en cuenta):
|     | 100      | 99      | 98      | 97     | ⋯ | 3    | 2    |
| 100 | 100, 100 | 97, 101 | 96, 100 | 95, 99 | ⋯ | 1, 5 | 0, 4 |
| 99  | 101, 97  | 99, 99  | 96, 100 | 95, 99 | ⋯ | 1, 5 | 0, 4 |
| 98  | 100, 96  | 100, 96 | 98, 98  | 95, 99 | ⋯ | 1, 5 | 0, 4 |
| 97  | 99, 95   | 99, 95  | 99, 95  | 97, 97 | ⋯ | 1, 5 | 0, 4 |
| ⋮   | ⋮        | ⋮       | ⋮       | ⋮      | ⋱ | ⋮    | ⋮    |
| 3   | 5, 1     | 5, 1    | 5, 1    | 5, 1   | ⋯ | 3, 3 | 0, 4 |
| 2   | 4, 0     | 4, 0    | 4, 0    | 4, 0   | ⋯ | 4, 0 | 2, 2 |

Denotando por {\displaystyle S=\{2,...,100\}} el conjunto de estrategias disponibles para ambos jugadores y por {\displaystyle F:S\times S\rightarrow \mathbb {R} } la función de pagos de uno de ellos podemos escribir
{\displaystyle F(x,y)=\min(x,y)+2\cdot \operatorname {sgn}(y-x)}
(Tenga en cuenta que el otro jugador recibe {\displaystyle F(y,x)} ya que el juego es simétrico). 

## Resultados experimentales
El resultado del juego ($ 2, $ 2), es en este caso el equilibrio de Nash. Por definición, esto significa que si su oponente elige este valor de equilibrio de Nash, entonces su mejor opción es el valor de equilibrio de $ 2. Esto no va a ser la opción óptima si hay una posibilidad de que su oponente elega un valor superior a $ 2. Cuando el juego se juega de forma experimental, la mayoría de los participantes seleccionan un valor cercano a $ 100.
Por otra parte, los viajeros son recompensados por desviarse considerablemente del equilibrio de Nash en el juego y obtener recompensas mucho mayores de lo que se realiza con la estrategia puramente racional. Estos experimentos (y otros, como los puntos focales) muestran que la mayoría de la gente no utiliza estrategias puramente racionales, pero las estrategias que utilizan no son demostrablemente óptimas. Esta paradoja podría reducir el valor del análisis de la teoría pura del juego, sino que también podría apuntar a la ventaja de un razonamiento ampliado que entiende cómo puede ser bastante racional para tomar decisiones no racionales, por lo menos en el contexto de juegos que tiene jugadores que pueden contar para no jugar "racionalmente". Por ejemplo, Capraro ha propuesto un modelo en el que los seres humanos no actúan a priori como agentes únicos, sino que pronostican cómo el juego se jugaría si formaran coaliciones y luego actúan con el fin de maximizar el pronóstico. Su modelo se ajusta a los datos experimentales sobre el dilema y similares juegos del viajero bastante bien.

### Variación
Una variación del dilema del viajero inicial en la que a los dos viajeros se ofrecen sólo dos opciones, $ 2 o $ 3, es idéntico matemáticamente al dilema del prisionero y por lo tanto el dilema del viajero puede ser visto como una extensión del dilema del prisionero. El dilema del viajero también está relacionado con el juego Adivina 2/3 del promedio en la medida que ambos juegos implican una profunda eliminación iterativa de las estrategias dominadas con el fin de demostrar el equilibrio de Nash, y que ambos conducen a resultados experimentales que se apartan notablemente de las predicciones de teoría de juegos.